# Hilda van der Meulen
Hilda van der Meulen (Heerenveen) is een Nederlands model en actrice. Zij won in 1993 de Miss Nederland-verkiezing.

## Biografie
Van der Meulen is geboren en getogen in Friesland. Ze kwam in aanraking met het modellenwerk toen ze haar paarden begeleidde bij een fotoreportage voor een catalogus. Als Miss Friesland won ze in 1993 de verkiezing van Miss Nederland en werd ze uitgezonden naar de Miss World-verkiezing in Sun City, Zuid-Afrika.
Van der Meulen heeft in Londen en Los Angeles gewoond en gewerkt. In Los Angeles raakte ze betrokken bij Scientology. Ze volgde tevens een opleiding bij de Beverly Hills Playhouse Acting School. Ze heeft in diverse series en films gespeeld, waaronder de rol van Tjitske in de televisieserie De Koers (2016). Tevens heeft ze als schrijfster of bedenkster meegewerkt aan films als Penny's Shadow (2011) en Verliefd op Ibiza (2013).
In 2016 werd Van der Meulen directrice van het Friese Museumdorp, waar ze was aangenomen om de teruglopende bezoekersaantallen een halt toe te roepen en orde op zaken te stellen. In 2019 is zij met de functie gestopt.

## Trivia
- In 1991 schreef Koen Wauters een lied over haar.[5]
- In 2019 was ze het onderwerp in een aflevering van het televisieprogramma Het mooiste meisje van de klas.[6]

- Biblioteca Nacional de España: XX5253720
- Virtual International Authority File: 290492887
- WorldCat: E39PCjBChmq6Yk9TxxJx3gJWwy